# Papoose Peak Jumps
Il Papoose Peak Jumps era un trampolino situato a Squaw Valley, negli Stati Uniti. È stato smantellato a fine anni settanta.

## Storia
Inaugurato nel 1958, l'impianto ha ospitato le gare di salto con gli sci e di combinata nordica degli VIII Giochi olimpici invernali nel 1960.
Rinnovato nel 1975 in vista dei Campionati statunitensi di sci nordico 1976, fu in seguito smantellato e il pendio venne riutilizzato per lo sci alpino.

## Caratteristiche
Il trampolino sfruttava in gran parte la pendenza naturale del monte sul quale sorgeva, il Little Papoose Peak. Aveva un punto K 80 (trampolino normale); il primato di distanza, 93,5 m, è stato stabilito dal tedesco orientale Helmut Recknagel nel 1960.